# ランチョコルドバ (カリフォルニア州)
ランチョコルドバ（Rancho Cordova）は、アメリカ合衆国カリフォルニア州のサクラメント郡にある都市。人口は7万9332人（2020年）。州都サクラメントの東15キロメートルに位置している。

## 歴史
ランチョコルドバの歴史は古く、カリフォルニア・ゴールドラッシュの時代に街道を行く旅人に水や食糧を供給する駅として形成された。ワインの生産が盛んで、ブドウ品種の名前を通り名にする習慣があった。地名の「コルドバ」もスペインのワインの産地から来ている。
第二次世界大戦後はサクラメントの郊外都市として発展した。法人化の動きは何度かあったが反対も根強く簡単ではなかった。結局法人化したのは2003年だった。サクラメント地域交通局のライトレールが市内に乗り入れており通勤通学に利用されている。

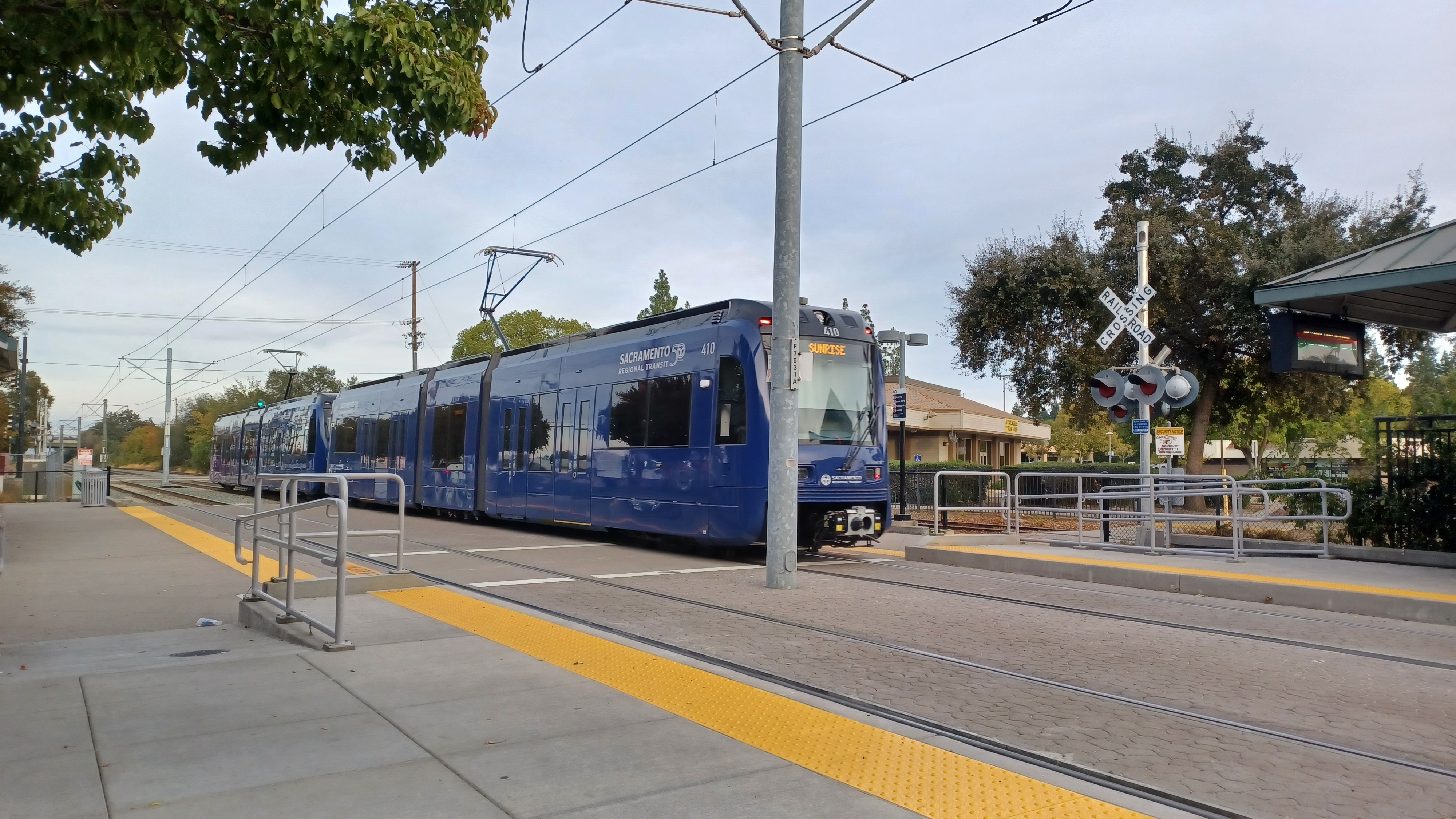
コルドバ・タウンセンター駅

## 関係者
- レスター・ホルト：ジャーナリスト
- クリス・ボシオ：野球選手